# Känslomässig isolering
Känslomässig isolering beskriver tillstånd av isolering där det sociala nätverket kan vara väl fungerande men vederbörande inte kan (eller vill) dela svåra känslor med någon. Känslomässig isolering är relativt vanlig bland män i medelåldern och uppåt. En svensk studie visade att en av fem män mellan 50 och 80 år var helt känslomässigt isolerade. Av de män som delade svåra känslor med någon var det åtta av tio som delade dessa känslor enbart med sin partner.
En svensk studie har påvisat att andelen känslomässigt isolerade män var högre bland män med prostatacancer, något som studien menar indikerar att det psykosociala stöd cancerpatienter erbjuds i Sverige inte når fram till män.

### Tidningsartiklar
- Maria Carling (16 maj 2005). ”Ensamheten blir tydlig vid en cancerdiagnos”. Svenska Dagbladet. https://www.svd.se/ensamheten-blir-tydlig-vid-en-cancerdiagnos.
- Kristin Bahri/TT (14 januari 1999). ”Två av tio män känslomässigt isolerade”. Aftonbladet. http://wwwc.aftonbladet.se/vss/telegram/0,1082,437113_INR_p_,00.html.
- Samtal om döden